# Измайлов, Искандер Лерунович
Искандер Лерунович Измайлов (тат. Искәндәр Лерун улы Измайлов; род. 12 декабря 1960, Сеймчан, Среднеканский район, Магаданская область, РСФСР, СССР) — советский и российский татарский археолог, историк, этнограф. Доктор исторических наук (2013). Заслуженный деятель науки Республики Татарстан (2019).

## Биография
Искандер Лерунович Измайлов родился 12 декабря 1960 года в посёлке Сеймчан Среднеканского района Магаданской области.
Отец — Лерун Исхакович Измайлов (1933—2008), выпускник геологического факультета Казанского государственного университета имени В. И. Ленина (1956), кандидат геолого-минералогических наук (1971). Мать — Суфия Гараевна (род. 1934), медик, врач Магаданского областного туберкулёзного диспансера. В конце 1950-х годов как молодые специалисты переехали из Казани на Колыму, сумев и там сохранить свои татарское национальное самосознание. Через год после рождения сына семья Измайловых переехала в посёлок Хасын Хасынского района, а затем — в Магадан, где он пошёл в школу. Во время учёбы интересовался физикой и химией, неоднократно занимал места на городских и областных олимпиадах. Также занимался самбо, был призёром городских соревнований и победителем областного первенства. С детства увлекался историей и археологией, много читал, в особенности выделял книги о татарах и монголах В. Яна. С 1975 года участвовал в работе археологического кружка под руководством Н. Дикова. В 1977 году в Казани познакомился с А. Халиковым, а затем в составе его археологической экспедиции принял участие в раскопках Билярского городища. В 1978 году окончил магаданскую среднюю школу № 7, после чего вернулся в Казань.
В 1978 году поступил на историко-филологический факультет (с 1982 года — исторический факультет) Казанского государственного университета имени В. И. Ленина, который окончил в 1983 году со специальностью историка и преподавателя истории и обществоведения. В 1983—1986 годах учился в аспирантуре отдела археологии и этнографии Института языка, литературы и истории Казанского филиала Академии наук СССР. В 1986 году поступил на работу в ИЯЛИ, где последовательно занимал должности старшего лаборанта отдела истории (1986), старшего лаборанта отдела археологии и этнографии (1986), младшего научного сотрудника того же отдела (1987—1993), научного сотрудника (1993—1994). В 1988 году провёл предзащиту кандидатской диссертации, посвящённой вооружению и военному делу ранних булгар, на заседании сектора славяно-финской археологии Ленинградского отделения Института археологии АН СССР, однако защита была отложена из-за «перестройки» и изменений в положении науки в стране. В том же году стал членом Российской ассоциации востоковедов и её комиссии по изучению военной истории народов Востока. В это время являлся секретарём комсомольской организации, членом ассоциации молодых ученых и учёного совета Института. Также активно участвовал в археологических раскопках, в частности, Армиёвского и Серго-Поливановских могильников, Золотарёвского и Богдашкинского городищ, а также на месте будущего расположения станции казанского метрополитена «Кремлёвская».
В 1991 году ИЯЛИ был перепоручен Казанскому научному центру Российской академии наук, а в 1993 году — Академии наук Республики Татарстан. После публикаций о Золотой Орде и проведении соответствующего научного семинара в 1991 году был подвергнут критике со стороны директора института М. З. Закиева, а также вошёл в конфликт с Халиковым, и в 1994 году ушёл из ИЯЛИ, из которого затем был выделен новый Институт истории АН РТ. В 1995—1996 годах работал научным сотрудником отдела истории и общественной мысли Института Татарской энциклопедии. Участвовал в составлении «Татарского энциклопедического словаря», стал автором нескольких десятков статей для «Татарской энциклопедии». В 1996 году на историческом факультете Казанского университета защитил диссертацию «Вооружение и военное дело волжских булгар X—XIII вв.», получив учёную степень кандидата исторических наук. В дальнейшем был собственным корреспондентом журнала «Родина» по Татарстану и Поволжью (1996—1998), членом редколлегий журналов «Гасырлар авазы — Эхо веков» (1997—1998) и «Мирас» (2001—2011).
В 1998—2006 годах занимал должность главного специалиста — советника президента Академии наук Республики Татарстан М. Хасанова. Вернувшись на работу в Институт истории имени Ш. Марджани, в 2006—2010 годах являлся старшим научным сотрудником Центра этномониторинга, а в 2010—2014 годах — Национального центра археологических исследований. В 2013 году получил степень доктора исторических наук, защитив в Институте диссертацию по теме «Волжская Булгария в IX — первой трети XIII века: становление социальной, религиозной и этнополитической структуры общества». Поссорившись с Р. Хакимовым, в 2014 году вместе с другими археологами перешёл во вновь образованный Институт археологии имени А. Халикова, где занял должность главного научного сотрудника и заведующего отделом средневековой археологии. В 2020 году отметил 60-летие. В 2021 году вернулся в институт Марджани, став ведущим научным сотрудником отдела изучения Золотой Орды и татарских государств.

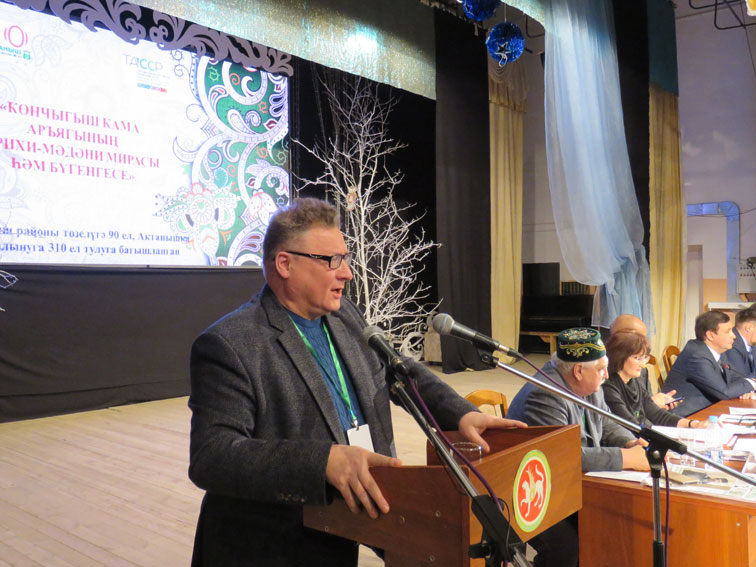
На научной конференции, 2021 год

Индекс Хирша — 14. Является автором более 25 книг, монографий и брошюр, более 950 научных и научно-популярных статей, тезисов докладов, рецензий. В научной работе специализируется на средневековой археологии Поволжья, истории вооружения и военного дела средневековых государств Восточной Европы, этнической истории тюркских народов Евразии, в частности, этногенезе татарского народа и его предков, социальной, конфессиональной и этнополитической истории Волжской Булгарии, проблемах становления татарской исторической науки. Участвовал в написании ряда томов труда «История татар с древнейших времён». Подготовил четырёх кандидатов и одного доктора наук.
В 2002 году стал членом новообразованного Геральдического совета при президенте Республики Татарстан. В качестве научного консультанта участвовал в создании ряда памятников в Казани, в частности, «Зодчим Казанского кремля», за что в 2007 году был номинирован на получение Государственной премии Республики Татарстан имени Габдуллы Тукая. Будучи с 2010 года членом учёного совета Национального музея Республики Татарстан, участвует в музейной работе, в создании ряда выставок, материалов и реконструкций для постоянной экспозиции. Являясь активистом татарского национального движения, участником и делегатом Всемирного конгресса татар, активно выступает в прессе по вопросам татарской истории.
Я думаю, страх федеральных властей не в том, что разжигается национализм (и подобные коннотации вокруг этого), а в том, что мы помним о своей истории и говорим, что такого быть не должно. Когда протест загоняют внутрь, он, в конце концов, всегда с паром выходит наружу — это мы переживали в конце 80-х годов. Тот всплеск национального движения, который был в 90-х, — это как раз-таки результат того, что это все долгое время сдерживалось, а на вопросы, которые возникали, не находили ответа. Но сейчас мы опять наступаем на те же грабли, опять начинаем все это загонять внутрь, но ни к чему хорошему это не приведет. Правда всегда лучше недомолвок, недосказанности и лжи. Поэтому лучше говорить честную правду, рассказывать все, как было, вести диалог, чем замалчивать и уходить от ответов.Искандер Измайлов, 2021 год.

## Награды
- Почётное звание «Заслуженный деятель науки Республики Татарстан[тат.]» (7 февраля 2019 года) — за плодотворную научно-исследовательскую деятельность и вклад в дело сохранения историко-культурного наследия республики[31][32].
- Медаль «В память 1000-летия Казани» (2005 год)[3][33].
- Почётная грамота министерства образования и науки Республики Татарстан (2020 год)[4].

## Личная жизнь
Жена — Светлана Юрьевна (род. 1962), заместитель генерального директора Национального музея Республики Татарстан по научной работе, познакомились в 1981 году на археологических раскопках Армиёвского могильника, поженились в 1983 году. Два сына — Бахтияр (сотрудник Института истории имени Ш. Марджани) и Рустам (сотрудник Института международных отношений Казанского университета).

## Избранная библиография
Издания
- Измайлов И. Л. Вооружение и военное дело волжских булгар X-XIII вв.: автореферат диссертации кандидата исторических наук. — Казань: Казанский государственный университет им. В. И. Ульянова-Ленина, 1996. — 22 с.
- Измайлов И. Л. Вооружение и военное дело волжских булгар Х-ХШ вв.: диссертация кандидата исторических наук. — Казань: Казанский государственный университет им. В. И. Ульянова-Ленина, 1996. — 338 с.
- Измайлов И. Л. Вооружение и военное дело населения Волжской Булгарии X — начала XIII в.. — Магадан: СВНЦ ДВО РАН, 1997. — 212 с. — ISBN 5744210059.
- Измайлов И. Л., Исхаков Д. М. Этнополитическая история татар в VI — первой четверти XV в.. — Казань: Иман, 2000. — 136 с.
- Измайлов И. Л., Исхаков Д. М. Этнополитическая история татар (III — середина XVI вв.). — Казань: РИЦ «Школа», 2007. — 354 с. — ISBN 5947120305.
- Измайлов И. Л., Исхаков Д. М. Введение в этногенез и этническую историю татарского народа. — Казань: Институт истории им. Ш. Марджани АН РТ, 2007. — 131 с.
- Измайлов И. Л. Защитники «Стены Искандера»: вооружение, военное искусство и военная история Волжской Булгарии X-XIII вв.. — Казань: Татарское книжное издательство, 2008. — 206 с. — ISBN 9785298016995.
- Измайлов И. Л., Хамидуллин Б. Л. Ислам в Золотой Орде. — Казань: Татарское книжное издательство, 2008. — 61 с. — (История татар). — ISBN 9785298016353.
- Измайлов И. Л. Волжская Булгария в IX — первой трети XIII века: становление социальной, религиозной и этнополитической структуры общества: автореферат диссертации доктора исторических наук. — Казань: Институт истории им. Ш. Марджани АН РТ, 2013. — 67 с.
- Измайлов И. Л. Волжская Булгария в IX — первой трети XIII в.: становление социальной, религиозной и этнополитической структуры общества: диссертация доктора исторических наук. — Казань: Институт истории им. Ш. Марджани АН РТ, 2013. — 688 с.

Учебники и учебные пособия
- Давлетшин Г. М., Измайлов И. Л., Хузин Р. Ф. Рассказы по истории Татарстана: учебник для 5—6 классов средней школы. — Казань: Издательство «Магариф», 1994. — 272 с.
- Измайлов И. Л., Шамси С. С. Волжская Булгария в рассказах для детей: учебное пособие для начальных классов по истории и культуре Татарстана. — Казань: Издательство «Магариф», 1995. — 80 с. — ISBN 5856550101.
- Гилязов И. А., Измайлов И. Л., Исхаков Д. М. История татарского народа (с древнейших времен до конца XVII в.): учебное пособие для 10 класса общеобразовательной школы (профильный уровень). — Казань: Издательство «Магариф», 2009. — 423 с. — ISBN 9785776119911.
- Измайлов И. Л., Исхаков Д. М. История и культура сибирских татар (с древнейших времен до начала XXI века): краеведческое пособие для студентов и учащихся старших классов общеобразовательных школ. — Казань: Артифакт, 2014. — 439 с.
- Измайлов И. Л., Хузин Р. Ф. Волжская Булгария глазами живописца и историка. — Казань: Заман, 2011. — 71 с. — ISBN 9785890520654.
- Измайлов И. Л., Хузин Р. Ф. Волжская Булгария глазами живописца и историка: альбом. — Казань: Заман, 2011. — 72 с. — ISBN 9785890520609.
- Измайлов И. Л., Хузин Р. Ф. Волжская Булгария глазами живописца и историка: альбом. — 2-е изд., испр. и доп. — Казань: Заман, 2011. — 72 с. — ISBN 9785890520654.